# Monographia Generis Aconiti
Monographia Generis Aconiti (abreviado Monogr. Acon.) es un libro con ilustraciones y descripciones botánicas que fue editado por el naturalista, zoólogo, botánico y ornitólogo alemán Ludwig Reichenbach. Fue publicado en el año 1820.